# Grobla (koferdam)

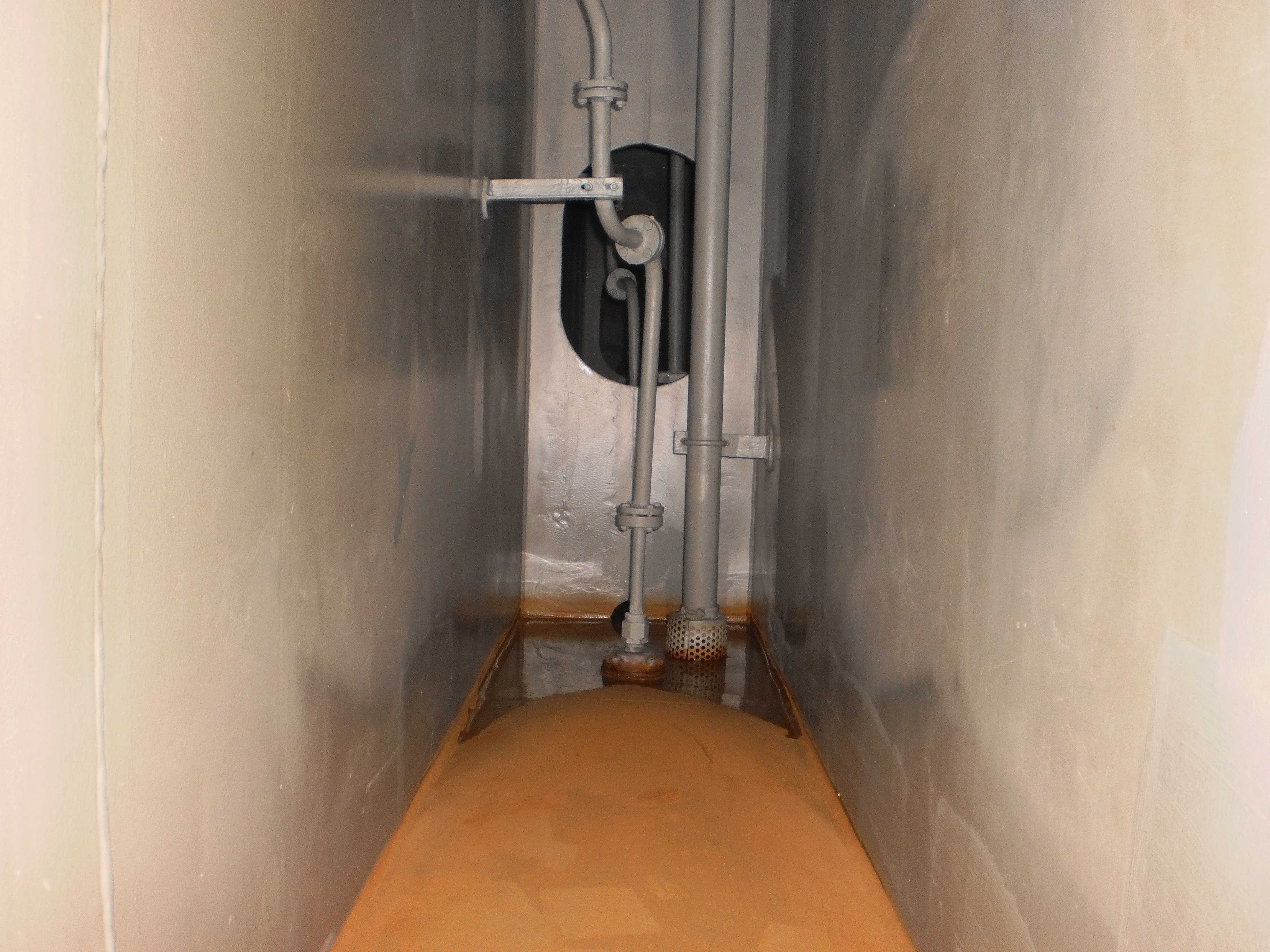
Wnętrze grobli

Grobla, koferdam – szczelny przedział na statku wodnym, zwykle pusty. 
Oddziela zbiorniki ładunków płynnych od innych pomieszczeń. Zapobiega przedostawaniu się gazów z tych pomieszczeń.